# Vleugelgambiet
Het vleugelgambiet is in de opening van een schaakpartij de verzamelnaam van een aantal varianten die in verscheidene openingen gespeeld worden en die als kenmerk hebben het al vroeg opschuiven van een pion naar de velden b4/b5 of g4/g5 met de bedoeling die te offeren.

## In de Spaanse opening
Het vleugelgambiet is te vinden in de Spaanse opening. Het ontstaat na de zetten:
1. e4 e5
2. Pf3 Pc6
3. Lb5 Lc5 (het Spaans)
4. b4

## In de Siciliaanse opening
Een variant van de Siciliaanse opening heet ook het vleugelgambiet. De beginzetten van deze variant zijn:
1. e4 c5
2. b4

Het vleugelgambiet kan ook een zet later:
1. e4 c5
2. Pf3 d6 of e6 of Pc6
3. b4

## In de Franse opening
In de Franse opening is er ook een variant die vleugelgambiet heet. De beginzetten zijn:
1. e4 e6
2. Pf3 d5
3. e5 c5
4. b4

## In de Hollandse opening
Het vleugelgambiet in het Hollands heeft als beginzetten:
1. d4 f5
2. g4